# Jägaregaps domänreservat
Jägaregap är ett naturreservat i Öjaby och Växjö socknar i Växjö kommun i Småland (Kronobergs län).
Reservatet är beläget mitt i Helgasjön norr om Växjö stad. Redan 1946 avsattes Stora och Lilla Jägareås som domänreservat. År 1996 ombildades området till naturreservat och omfattar 46 hektar. De båda Kaninöarna ingår även i det skyddade området.

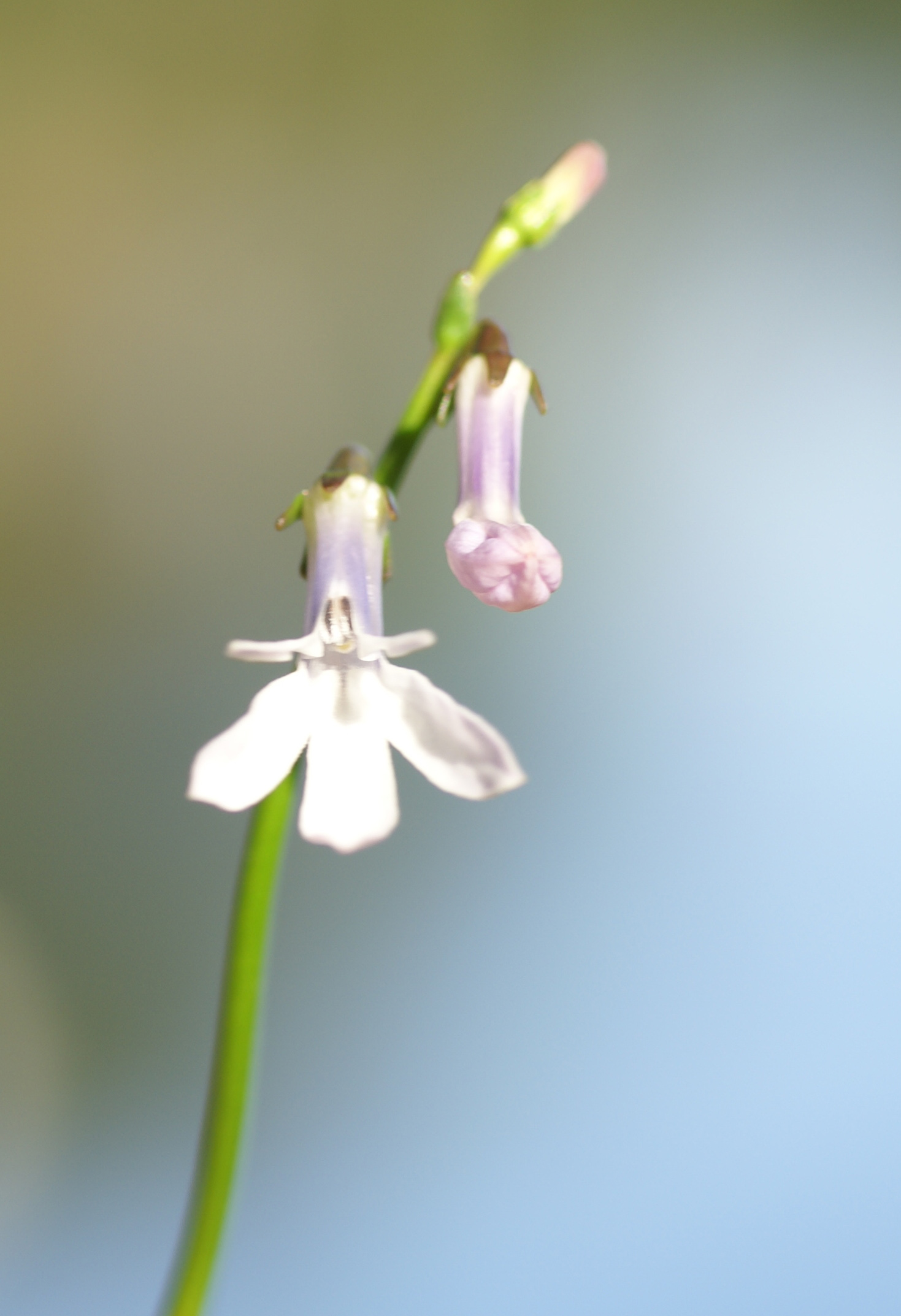
Notblomster

I söder gränsar det till Helgö naturreservat. 
Ön Lilla Jägerås och halvön Stora Jägerås består av åsområden som är bevuxna av cirka 200 år gammal tallskog. Det är en rullstensås, en del av Växjöåsen där även Evedalsåsens naturreservat i söder ingår.
På Södra Jägerås finns en stig att vandra uppe på åsen. Namnet har reservatet fått från namnet på sundet norr om halvön. Stora Jägerås ligger allra längst ut på Helgös norra spets.